# Ontario (Wisconsin)
Ontario falu az USA Wisconsin államában, Vernon megyében. Lakosainak száma 534 fő (2020. április 1.).

## Népesség
A település népességének változása:
| Lakosok száma | 179  | 554  | 534  |
|               | 1880 | 2010 | 2020 |